# Óscar Botero Restrepo
Óscar Botero Restrepo (Armenia, 11 de mayo de 1933-Estados Unidos, 15 de marzo de 1997) fue un militar colombiano, que se desempeñó como Ministro de Defensa de ese país. Fue designado como Ministro de Defensa en 1989 por el entonces presidente de Colombia, Virgilio Barco Vargas y fue confirmado por el sucesor de Barco, César Gaviria Trujillo, hasta su retiro en 1991.

## Biografía
Nacido en Armenia, Colombia, el 11 de mayo de 1933. Aprobó el Manual EJC -3-10 de normativa contrainsurgente en Colombia.
Fue nombrado por el presidente Virgilio Barco Vargas como Ministro de Defensa de Colombia el 15 de julio de 1989, para el período 1989 - 1990, el cual estuvo marcado por la violencia ejercida por los narcotraficantes sobre la población y las instituciones del país.
Bajo su mandato se dio de baja al número 2 del Cartel de Medellín, Gonzalo Rodríguez Gacha, el Mexicano, el asesinato de Luis Carlos Galán, en agosto de 1989, y de Carlos Pizarro y Bernardo Jaramillo en 1990; el atentado al diario El Espectador, el atentado al edificio del Departamento Administrativo de Seguridad (DAS) en 1989; la bomba en el avión de Avianca HK-1803, que cayó en Soacha, en 1989 y finalmente la entrega de Pablo Escobar a las autoridades, en junio de 1991.
Fue confirmado en el cargo por el presidente César Gaviria Trujillo en agosto de 1990, para luego ser retirado por este mismo el 22 de agosto de 1991, y siendo reemplazado por el economista liberal Rafael Pardo Rueda, el primer civil en tomar la cartera desde los años 50.

## Muerte
Falleció el 15 de marzo de 1997, a los 63 años en Estados Unidos y sus restos fueron llevados a Bogotá al día siguiente. Se le rindió ceremonia en la Escuela Militar de Cadetes General José María Córdoba.